# Kanton La Grand-Croix
La Grand-Croix ist ein ehemaliger, von 1973 bis 2015 bestehender französischer Wahlkreis im Arrondissement Saint-Étienne, im Département Loire und in der Region Rhône-Alpes. Hauptort war La Grand-Croix.

## Gemeinden
Der Wahlkreis (Kanton) umfasste die Wahlberechtigten aus zehn Gemeinden:
| Gemeinde               | Einwohner Jahr | Fläche km² | Bevölkerungsdichte | Code INSEE | Postleitzahl |
| ---------------------- | -------------- | ---------- | ------------------ | ---------- | ------------ |
| Cellieu                | 1665 (2013)    | 12,11      | 137 Einw./km²      | 42032      | 42320        |
| Chagnon                | 489 (2013)     | 2,48       | 197 Einw./km²      | 42036      | 42800        |
| Doizieux               | 847 (2013)     | 28,07      | 30 Einw./km²       | 42085      | 42740        |
| Farnay                 | 1.391 (2013)   | 7,93       | 175 Einw./km²      | 42093      | 42320        |
| La Grand-Croix         | 5092 (2013)    | 4,05       | 1257 Einw./km²     | 42103      | 42320        |
| L’Horme                | 4802 (2013)    | 4,4        | 1091 Einw./km²     | 42110      | 42152        |
| Lorette                | 4730 (2013)    | 3,41       | 1387 Einw./km²     | 42123      | 42420        |
| Saint-Paul-en-Jarez    | 4486 (2013)    | 19,98      | 225 Einw./km²      | 42271      | 42740        |
| La Terrasse-sur-Dorlay | 779 (2013)     | 8,69       | 90 Einw./km²       | 42308      | 42740        |
| Valfleury              | 703 (2013)     | 8,77       | 80 Einw./km²       | 42320      | 42320        |